# Amyema brassii
Amyema brassii är en tvåhjärtbladig växtart som beskrevs av Bryan Alwyn Barlow. Amyema brassii ingår i släktet Amyema och familjen Loranthaceae. Inga underarter finns listade i Catalogue of Life.